# Базунов, Пётр Ефимович
Пётр Ефимович Базунов (5 августа 1914, Аша — 1 апреля 1978, Москва) — советский работник промышленности, директор «Сибсельмаша» (1960—1961), Новосибирского завода радиодеталей № 1 (1961—1963), НТГЗ/Сибэлектротяжмаша (1963—1969), начальник главного управления Министерства электротехнической промышленности СССР (с 1969).

## Биография
Родился 5 августа 1914 года в семье рабочих. Окончил школу ФЗУ (1930) и Златоустовский индустриальный техникум (1933), после чего устроился на Свердловский машиностроительный завод «Спартак» (старший мастер и заместитель главного механика); потом работал начальником цеха на одном из златоустовских предприятий. В 1938 году окончил Свердловский индустриальный институт.
Во время Великой Отечественной войны трудился на Новосибирском металлургическом заводе (заместитель начальника цеха) и заводе № 677 (главный механик).
С 1946 года был начальником производства № 6 комбината № 179 (будущий «Сибсельмаш»), начальником производства и главным инженером «Тяжстанкогидропресса». С 1952 года работал начальником цеха, заместителем директора, главным инженером «Сибсельмаша», а после окончания Всесоюзного заочного финансово-экономического института (1959) занимал должность директора этого завода (1960—1961). Затем руководил Новосибирским заводом радиодеталей № 1 (1961—1963) и НТГЗ/Сибэлектротяжмашем (1963—1969).
Депутат Кировского районного и Новосибирского областного Советов. С 1969 года — начальник главного управления Министерства электротехнической промышленности СССР.

## Награды
Орден Трудового Красного Знамени (1966), золотая медаль ВДНХ СССР.